# マクシミリアン・フォン・エーデルスハイム
コンスタンツ・ヨハン・ゲオルグ・マクシミリアン・ライヒスフライヘル（ライヒ男爵）・フォン・エーデルスハイム（ドイツ語: Konstanz Johann Georg Maximilian Reichsfreiherr von Edelsheim、1897年7月6日 - 1994年4月26日）は、ドイツの陸軍軍人。最終階級は装甲兵大将。柏葉・剣付騎士鉄十字章受章。

## 経歴
エーデルスハイムは、1897年にフランツ・フォン・フライヘル・エーデルスハイムとその妻セダとの間に生まれた。
第一次世界大戦勃発後である1914年8月11日、志願兵としてドイツ帝国の近衛長槍騎兵連隊へ入隊。士官候補生となる。1915年12月15日に少尉へと昇進した。1916年には機銃部隊に入り、1917年、第59歩兵連隊へと異動、第一次世界大戦終結を迎える。1919年1月から3月まで、ヒュルゼン義勇軍に参加した。
1926年10月1日に彼は2年間、騎兵隊の訓練官としてハノーヴァーの学校に転属している。
1941年12月17日に大佐へ昇進。1943年には再編された第24装甲師団の司令官に任命され、第一次トゥルグ・フルモス攻防戦やポドゥ・イロアイェイの戦いなどで奮闘。1944年5月20日に中将へ昇進し、6月1日に第48装甲師団の司令官へ任命された。その後、戦車部隊の指揮官などにも任命されている。

## 叙勲等
- 鉄十字章
  - 2級鉄十字勲章1914年章(1915年11月27日)[1]
  - 1級鉄十字勲章1914年章(1918年10月26日)[1]
- 2級剣付騎士ツァーリンゲンライオン勲章
- 名誉十字章
- 四級から一級国防軍勤続章
- 鉄十字章略章(Spange zum Eisernen Kreuz)
  - 2級鉄十字略章(1939年9月19日)[1]
  - 1級鉄十字略章(1939年10月14日)[1]
- 柏葉・剣付騎士鉄十字章
  - 第1自転車大隊(Radfahr-Abteilung 1)の指揮官として1941年7月30日に騎士鉄十字章受章[2][3]
  - 第26装甲擲弾兵連隊(Panzergrenadier-Regiment 26)の指揮官として1942年12月23日に柏葉付騎士鉄十字章受章[2][4]
  - 第24機甲師団(24. Panzer-Division)の指揮官として1944年10月23日に柏葉・剣付騎士鉄十字章受章[5]
- ルーマニア王国ミハイ勇敢公勲章(Ordinul Mihai Viteazul)
  - 3級ミハイ勇敢公勲章(1944年5月30日)
- 国防軍軍報(Wehrmachtbericht)に1944年2月21日・1944年8月28日・1944年10月17日付で取り上げられる